# Lempholemma cladodes
Lempholemma cladodes är en lavart som först beskrevs av Edward Tuckerman, och fick sitt nu gällande namn av Alexander Zahlbruckner. Lempholemma cladodes ingår i släktet Lempholemma och familjen Lichinaceae.  Arten är reproducerande i Sverige. Inga underarter finns listade i Catalogue of Life.